# 바그라티오니 왕조

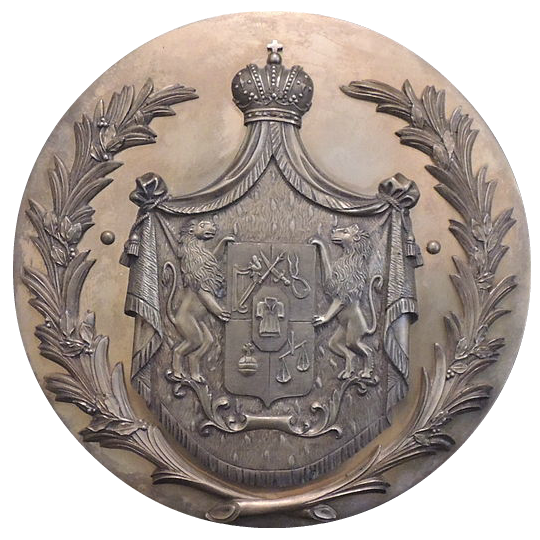
바르가티오니가 문장

바그라티오니 가(조지아어: ბაგრატიონი)는 중세 시대부터 19세기 초반까지 조지아를 통치하던 왕조로, 세계에서 가장 통치 역사가 오래된 기독교 왕조 중 하나이다. 현재 수장은 다비드 바그라티온 무흐라니이다.
왕조의 기원은 논쟁적이나, 많은 학자들은 아르메니아의 유력한 귀족 가문이던 바그라투니 가문의 분파라고 추정한다. 8세기 말에 혼인 관계를 통해 호스로이드 왕조를 계승하여 이베리아 공국을 통치하기 시작하며 역사에 등장한다. 888년 이베리아의 아다르나세 4세가 조지아 왕국을 회복했고 이후 다양한 토착 국가들을 통합하여 1008년 통일 조지아 왕국을 수립, 11세기부터 13세기까지 전성기를 맞았다. 15세기 후반 조지아 왕국이 분열된 이후 바라티오니가의 분파들이 카르틀리 왕국, 카헤티 왕국, 이메레티 왕국을 다스렸다.
조지아 3국은 1783년 게오르기옙스크 조약으로 러시아 제국의 보호령이 되었다가 1810년 완전히 합병되었다. 이후 바그라티오니 가문은 러시아 제국 내의 귀족 가문으로 존속했으나, 1917년 2월 혁명이 일어나고 대부분 러시아를 떠났다. 러시아의 장군 표트르 바그라티온이 이 왕가 출신이다.

## 같이 보기
- 조지아 왕국
- 바그라투니 왕조